# Феззани, Соад
Надия Феззани (араб. سعاد فزاني‎, род. неизвестно) — ливийская пловчиха. Участница летних Олимпийских игр 1980 года.

## Биография
В 1980 году Соад Феззани вошла в состав сборной Ливии на летних Олимпийских играх в Москве. Выступала в трёх видах плавательной программы. На дистанции 200 метров вольным стилем заняла последнее, 7-е место в полуфинале, показав результат 2 минуты 30,14 секунды и уступив 26,19 секунды попавшей в финал со 2-го места Джун Крофт из Великобритании. На дистанции 400 метров вольным стилем заняла последнее, 7-е место в полуфинале, показав результат 5.16,17 и уступив 58,04 секунды попавшей в финал с 4-го места Ольге Клевакиной из СССР. На дистанции 100 метров на спине заняла последнее, 6-е место в полуфинале, показав результат 1.16,83 и уступив 13,58 секунды попавшей в финал с 1-го места Кармен Буначиу из Румынии.
Соад Феззани была одной из двух женщин в составе сборной страны на Играх в Москве, но стартовала на два дня позже, чем другая пловчиха Надия Феззани, ставшая первой женщиной, представлявшей Ливию на Олимпиаде. Вплоть до 2004 года Надия и Соад Феззани оставались единственными женщинами, выступавшими за Ливию на Олимпиаде.